# Zećira Mušović
Zećira Mušović (født 26. maj 1996) er en svensk professionel fodboldspiller, målmand, der spiller for den engelske klub Hun har tidligere spillet for den svenske Damallsvenskan fodboldklub FC Rosengård. Hun fik debut for Sveriges landshold i marts 2018 ved Algarve Cup i kampen mod Rusland, hvor hun holdt målet rent i en 3-0 sejr. Hun har også spillet for Sveriges U/17, U/19 og U/23 landshold.

## Meritter med klubhold

### Klub
FC Rosengård
Vinder (4)
- Damallsvenskan: 2013, 2014, 2015, 2019
  - Toer: 2016, 2017, 2020
- Svenska Cupen:
  - Vinder (3): 2016, 2017, 2018
  - Toer (1): 2015
- Svenska Supercupen:
  - Vinder (2): 2015, 2016